# Makszim Monguzsukovics Munzuk
Makszim Munzuk (oroszul: Максим Монгужукович Мунзук; 1912. szeptember 15. (egyéb forrásokban 1910. május 2. – 1999. július 28.) kiváló tuvai színész volt, egyike a tuvai helyi színház alapítóinak.
Leginkább arról ismert, hogy ő játszotta Kuroszava Akira Derszu Uzala című filmjének főszerepét.
Makszim Munzuk sokoldalú és kreatív személy: színész, igazgató, énekes, a zenei folklór gyűjtője, zeneszerző és tanár volt.
Rengeteg szerepet és változatos karaktereket játszott, emellett a tuvai zene-dráma színházat irányította.